# Michel Kruin
Michel Kruin (Moengo, 15 april 1933 – Utrecht, 3 november 2023) was een Surinaams voetballer die als aanvaller speelde.

## Loopbaan
Kruin begon bij de club MYOB die later REMO werd. In 1950 debuteerde hij voor SV Robinhood, waarmee hij vier nationale titels won. In 1955 ging hij samen met de broers Stanley, Humphrey en Frank Mijnals in Brazilië spelen. Hij speelde tevens voor het Surinaams voetbalelftal.
Eind 1956 ging Kruin naar Nederland en ging na een kort verblijf in Amsterdam, waar hij aanvankelijk toegezegd was aan Blauw Wit, na enkele proeftrainingen naar de Utrechtse eredivisieclub Elinkwijk. Hier werd hij met de broers Humphrey en Frank Mijnals, Erwin Sparendam en Charley Marbach bekend als het "klavertje vijf". Tijdens zijn debuut op 20 januari 1957 scoorde Kruin direct drie doelpunten namens Elinkwijk in de Eredivisie in een met 4-2 gewonnen thuiswedstrijd tegen BVV. Hierna werd hij direct geschorst als profspeler omdat, via een bemiddelaar, hij eigenlijk een contract bij Blauw Wit zou moeten hebben en dus contractbreuk zou hebben gepleegd. De bemiddelaar eiste via de rechtbank een schadevergoeding. Kruin werd hiervan in juni 1957 vrijgesproken en kreeg juist een schadevergoeding van de bemiddelaar toegewezen.
 Medio 1961 wilde Kruin in verband met het aanpassen van de premies bij het gedegradeerde Elinkwijk al overstappen naar DOS, maar bleef na een akkoord toch nog een seizoen.
Tussen 1962 en 1964 speelde hij voor DOS in de Eredivisie en kwam ook uit in het toernooi om de Jaarbeursstedenbeker. In 1964 ging Kruin naar Blauw-Wit dat in de Eerste divisie speelde. Hij kreeg steeds meer last van een knieblessure en bouwde af bij de amateurs van BVC in de Tweede klasse.
Naast het voetbal was Kruin werkzaam in de elektrotechniek; in Suriname voor LTT en Kersten en in Nederland voor de PTT en de Provinciale Utrechtse Elektriciteits Maatschappij (PUEM). Kruin was in 1962 de eerste voetballer in het Nederlandse profvoetbal die een prijs won in de 1956 gestarte voetbaltoto. Hij bleef in Nederland en vestigde zich in de regio Utrecht.
Kruin overleed op 90-jarige leeftijd.

## Carrièrestatistieken
| Seizoen         | Club            | Competitie       | Competitie | Competitie | Beker | Beker | Internationaal | Internationaal | Overig | Overig | Totaal | Totaal |
| Seizoen         | Club            | Competitie       | Wed.       | Dlp.       | Wed.  | Dlp.  | Wed.           | Dlp.           | Wed.   | Dlp.   | Wed.   | Dlp.   |
| --------------- | --------------- | ---------------- | ---------- | ---------- | ----- | ----- | -------------- | -------------- | ------ | ------ | ------ | ------ |
| 1956/57         | Elinkwijk       | Eredivisie       | 1          | 3          | –     | 0     | –              | –              | –      | –      | –      | 0      |
| 1957/58         | Elinkwijk       | Eredivisie       | 24         | 16         | –     | 1     | –              | –              | –      | –      | –      | 17     |
| 1958/59         | Elinkwijk       | Eredivisie       | 29         | 25         | –     | 6     | –              | –              | –      | –      | –      | 31     |
| 1959/60         | Elinkwijk       | Eredivisie       | 23         | 4          | –     | –     | –              | –              | –      | –      | 23     | 4      |
| 1960/61         | Elinkwijk       | Eredivisie       | 31         | 14         | –     | 4     | –              | –              | 2      | 2      | –      | 20     |
| 1961/62         | Elinkwijk       | Eerste divisie B | 23         | 12         | –     | 0     | –              | –              | –      | –      | –      | 12     |
| 1962/63         | DOS             | Eredivisie       | 25         | 9          | –     | 0     | –              | –              | –      | –      | –      | 9      |
| 1963/64         | DOS             | Eredivisie       | 17         | 4          | –     | 0     | 2              | 0              | –      | –      | –      | 4      |
| 1964/65         | Blauw-Wit       | Eerste divisie   | 24         | 5          | –     | 0     | –              | –              | –      | –      | –      | 5      |
| 1965/66         | Blauw-Wit       | Eerste divisie   | 14         | 4          | –     | 1     | –              | –              | –      | –      | –      | 5      |
| Carrière totaal | Carrière totaal | Carrière totaal  | 211        | 96         | –     | 13    | 2              | 0              | 2      | 2      | –      | 111    |